# 961.
◄ | 9. stoljeće | 10. stoljeće | 11. stoljeće | ►
◄ | 930-ih | 940-ih | 950-ih | 960-ih | 970-ih | 980-ih | 990-ih | ►
◄◄ | ◄ | 958. | 959. | 960. | 961. | 962. | 963. | 964. | ► | ►►
Astronomija • Knjige • Književnost • Kršćanstvo • Pravo • Promet

## Rođenja
- Sigmundur Brestisson, farski vikinški velikaš († 1005.)

## Vanjske poveznice
|  | Zajednički poslužitelj ima još gradiva o temi 961. |